# 安條克 (塞琉古一世之父)
安條克（希臘語: Αντίοχος, 約四世紀人物），與馬其頓國王腓力二世同個時期。安條克出身馬其頓的奧勒提斯，來自高階貴族家庭，父親可能叫做塞琉古，也可能有個兄弟叫托勒密，或許還有個叫塞琉古的侄子。
安條克可能是腓力二世麾下的將軍，是個卓越的軍官。安條克與勞迪絲，並大概於前358年生下塞琉古一世，他日後成為亞歷山大大帝的將軍，最後自立為王，建立塞琉古帝國。傳說安條克還有一個叫做狄迪墨婭的女兒，但這可能是塞琉古一世宣稱他是阿波羅之子以後，才出現的虛幻人物。
當塞琉古一世成為國王後，他建立了16個城市並以他父親的名字「安條克」命名，其中包含奧龍特斯河畔安條克、皮西迪亞的安條克等等。